# جون أولسن
جون أولسن (Jon Olsen) هو لاعب أولمبي لرياضة السباحة من الولايات المتحدة. شارك في الأولمبياد الصيفي في 1992–1996، وفاز بما مجموعه 5 ميداليات.

## الميداليات
| ذهب | فضة | برونز | المجموع |
| 4   | 0   | 1     | 5       |

## روابط خارجية
- جون أولسن على موقع الاتحاد الدولي للسباحة (الإنجليزية)
- جون أولسن على موقع أوليمبيديا (الإنجليزية)